# Deep Space Systems
|  | No s'ha de confondre amb Deep Space Industries. |

Deep Space Systems, Inc (DSS) és una empresa aeroespacial privada dedicada a l'enginyeria de sistemes que dona suport al disseny, desenvolupament, integració, proves i operacions de naus espacials científiques i d'exploració.
DSS es va constituir el 2001 i té la seu a Littleton, Colorado, EUA. El seu fundador i president és Steve Bailey.

## Visió general
Les especialitats de DSS són l'enginyeria de sistemes, el disseny de naus espacials, el desenvolupament, la integració i la prova, les operacions de missions d'espai profund i les càmeres d'alta definició. El 2006, Lockheed Martin va guanyar el contracte per a Orion Multi-Purpose Crew Vehicle amb la col·laboració de Deep Space Systems, i el 2009, DSS va ser nomenat subcontractista de l'any per a petites empreses del Centre Espacial Johnson de la NASA, pel seu treball al sistema d'aviònica d'Orion. Mentre que la col·laboració amb Lockheed Martin impulsa el negoci, Deep Space Systems es va diversificar amb el desenvolupament de càmeres preparades per satèl·lit.
El 29 de novembre de 2018, Deep Space Systems va ser inclòs al programa Commercial Lunar Payload Services (CLPS) de la NASA, que el fa elegible per licitar per lliurar càrregues útils de ciència i tecnologia a la Lluna, per valor de 2.600 milions de dòlars en contractes de més de 10 anys. DSS ara es considera un "contractista principal" per al programa CLPS de la NASA i DSS pot subcontractar projectes a altres empreses de la seva elecció. Segons la NASA, Deep Space Systems proposarà un petit astromòbil lunar comercial el 2019 per portar càrregues útils científiques, a més dels seus serveis de disseny i desenvolupament al programa. DSS també està treballant en un concepte de mòdul d'aterratge enfocat en la recerca de recursos lunars del pol sud.